# 綠色力量
綠色力量是香港志願團體，成立於1988年，關注香港的環境事務及相關問題。旗下有雙月刊《綠田野》。
該組織經費來源是市民捐獻、會費、贊助及籌款活動的收入。

## 歷史

### 典範轉移年代
1988至1994年間，綠色力量由香港浸會大學翻譯系周兆祥博士為靈魂人物，聯同陳冠中等三人發起，批判壓力團體路線無法解救地球危機，強調改變舊思想，主張典範轉移（paradigm shift）至新的綠色思維，先後提倡如綠色生活、素食、生機飲食、有機耕種、另類醫療等新紀元運動的概念，以「多一點青綠，多一點幸福」為口號，又以夏山學校為藍本推動綠色教育。不過，隨周兆祥在1994年後淡出組織，典範轉移的主張亦逐漸沉寂。

### 環境教育年代
1990年代末年，綠色力量內部開始檢討早期路線的得失。1998年，持有香港大學城市規劃學博士學位的文志森獲聘為行政總幹事。及後，綠色力量改走「環境教育」路線，主張舉辦環境教育活動，與殼牌公司、中電集團等集團合作。

## 環境教育
綠色力量致力於環境教育，因為他們認為教育是改變觀念和行為最根本的辦法。相關工作有：
- 2001年，成立了香港第一個綠色學校網絡。
- 與學校合作發展環境教育資源中心
- 製作跨學科環保教材
- 在網路上設立了環保教室
- 2005年，成立幼兒綠校網
- 2006-2007年，與中電合作，在多個商場舉行展覽，推介天然氣發電之好處

## 蝴蝶保育
綠色力量以蝴蝶作為生態保育工作重點。相關工作有：
- 舉辦了一系列給中學師生的觀蝶訓練
- 與數百位中學生共同建立首個由民間創建的蝴蝶資料庫
- 與蜆殼合作，設立香港蝴蝶網，介紹香港蝴蝶的多樣性、生態及保育情況，並有接近一百張蝴蝶相片

## 環保政策
綠色力量在政府有關環保事務的諮詢委員會中均有代表參與。相關單位包括：
- 環境諮詢委員會
- 城市規劃委員會
- 郊野公園及海岸公園委員會
- 交通諮詢委員會
- 環境保護運動委員會

## 外部連結
- 綠色力量
- 綠色力量與迪士尼的愛恨纏綿 （页面存档备份，存于）